# Zaleptus spinosus
Zaleptus spinosus is een hooiwagen uit de familie Sclerosomatidae.